# 마카오의 역사
마카오의 역사는 포르투갈인들의 도래 이전과, 1557년 시작된 공식적인 포르투갈인의 거주 그리고 1999년 12월 20일 중국에 행정권이 반환될 때까지, 그리고 중화인민공화국의 특별행정구로 승인을 받은 지금까지 크게 세 단계로 나눌 수 있다.

## 역사

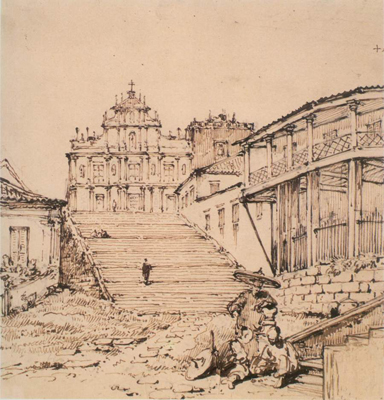
19세기 세인트폴 성당

마카오는 본래 광둥성 쌍산 현(향산현, 중국어 정체자: 香山縣, 병음: Xiāngshān Xiàn), 현재의 중산 시(中山市)의 일부였다.

### 포르투갈인의 도래
마카오에 포르투갈인이 오고, 중국의 명왕조가 교역에 나선 것은 16세기 초인 1513년의 일이다. 당초는 동남아시아의 식민지에서 중국 근해에 내항하던 포르투갈인이 마카오에 거주지를 확보하면서, 중국이나 일본에 대한 무역 거점으로 삼았다.
마카오는 또 일본이나 중국에 대한 로마 가톨릭교회 포교의 거점이기도 하였으며, 일본의 금교 후는 마테오 리치 등의 예수회 선교사를 북경에 파견했다.
명나라 가정제 35년(1557년)，포르투갈인이 당시 명나라 광동 지방 정부에게서 마카오 거주권을 획득하여 중국에 처음으로 유럽인이 들어오는 계기가 되었다. 당시 포르투갈인이 마조각(媽祖閣, 해양 여신 마조를 모시는 사당) 근처에 등록을 하여 살았는데, 현지인에게 그곳의 지명을 물으니 현지인은 묘를 묻는 것으로 착각하여 마조각의 별칭인 '아마각(阿媽閣)'이라고 알려주었는데, 이것이 원인이 되어 '아마카오(Amacao)'로 와전이 되었고 나중에는 마카오라고 불렸다.

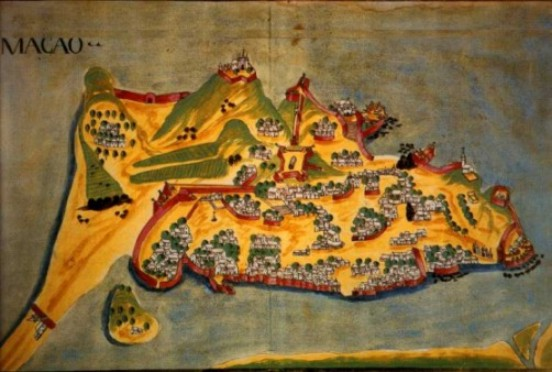
1639년 마카오 반도의 지도

종종 1557년 포르투갈령 마카오 식민지 성립이라고 표현하지만, 이것은 정확하게 말하자면 잘못된 또는 오도된 사실이다. 사실, 포르투갈은 이 때 명 왕조에서 후기 왜구 토벌 때 명나라에 협력한 대가로 마카오의 영구 거류권을 인정받은 것에 불과하다. 명나라와 이어진 청나라 시대를 통해 마카오는 중국이 여전히 영토 주권을 가졌으며, 중국의 해관이 설치되어 중국의 관리가 마카오에 자유롭게 출입하고 있었다. 그 후 마카오는 금, 은, 도자기, 아편 등의 중개 무역과 가톨릭 포교의 기지로서 번영했다.
포르투갈 측의 행정기구로 인도 부왕이 통치하는 포르투갈령 인디아에 속한 카피탕 모르(Capitão Mor)가 책임자였다. 1583년에 시(cidade)로 승격하여, 이듬 해에는 의회 설치가 승인되었다. 천주교 선교 지역에서는 1579년 마카오 주교구가 독립했다. 아래와 같이 중계 무역의 거점으로 번영했던 것도 유명하지만, 베트남 등 인도차이나에 무역 포교에 거점이기도 했다.
17세기의 명청 교체기에는 청나라가 타이완의 정씨 정권에 대한 대책으로 천계령을 발하고 무역을 금지했고, 또한 일본도 쇄국을 선언하며 포르투갈 배를 추방했기 때문에 한때 마카오는 몰락할 위기에 처했다. 이후 정씨가 청나라에 항복하면서 무역은 계속될 수 있었다.
1637년 6월 27일, 영국의 거상 윌리엄 커틴이 보낸, 해적에 가까운 존 원델 대령이 이끄는 4척의 중무장한 배들이 마카오에 당도하여 영국과 중국 간의 무역 관계 개설을 시도하였으나, 포르투갈 당국에 의해 거절당하였다. 이것은 영국과 중국 간의 최초의 직접적인 접촉으로 평가된다.

### 아편전쟁의 영향
포르투갈이 마카오의 행정권을 중국인 관리에서 탈취하여 이곳을 완전 식민지화한 것은 1849년의 일로, 아편 전쟁에서 영국이 홍콩 식민지를 획득한 것에 자극을 받은 것이다. 이후 1862년이 되어 처음으로 청나라도 마카오의 포르투갈 통치권을 인정했고, 1887년 《우호통상조약》을 체결하고 마카오를 제3국에 양도하지 않는 조건으로 영구 점유를 승인했다. 주목해야 할 것은 포르투갈이 얻은 것은 어디까지나 '통치권'뿐이며, 마카오의 주권은 어디까지나 청나라에게 있던 점이다. 이 때문에 “마카오는 역사상 포르투갈령이 된 적이 한 번도 없다”고 말할 수 있다. 1887년에는 포르투갈과 청나라 간에 맺은 조약에 따라 정식으로 포르투갈령이 되었지만, 영국이 홍콩을 식민지로 경영하면서 무역항은 쇠퇴했다.
제2차 세계 대전에서는 포르투갈이 중립을 선언했기 때문에 마카오는 동아시아의 중립 항구로 경제적으로는 번영했지만 중국인 난민이 대량으로 유입되었다. 전후 1951년, 포르투갈은 마카오를 해외 현으로 포르투갈계 주민이 지배하는 식민지로 계속 경영하려 했지만, 1966년 중국계 주민의 반 포르투갈 투쟁 (12.3 사건)이 일어났다. 이 폭동을 계기로 중화인민공화국(중공)의 영향을 강하게 받기 시작했다.
12.3 사건 이후 중국 측에서의 영향과 반환의 압력이 높아지는 가운데, 1974년 포르투갈 본국에서 카네이션 혁명이 일어나 정권 교체가 되었고, 좌파 계열의 새로운 정권은 해외 식민지 포기를 선언했다. 1976년, 포르투갈은 마카오를 해외 현에서 특별령으로 고쳐 입법위원회를 설치하는 등 행정 부분에서 본국에서 상당한 독립성을 인정했다.

### 마카오 반환
1979년에는 중국과 포르투갈의 국교가 수립되기에 즈음하여, 마카오 본래의 주권이 중국에 있는 것을 확인했다. 1986년부터 중국이 영국과의 사이에 진행된 홍콩 반환 협상과 병행하여 마카오 반환 협상이 시작되었다. 이듬해 1987년 양국은 공동 성명을 발표하여 1999년 12월 20일 행정 권한을 중국에 반환하는 협정을 체결하였다.

### 특별행정구
1993년 3월 “마카오 특별행정구 기본법”이 중국의 전국인민대표대회에서 채택되어, 1999년 12월 20일에 포르투갈로부터 반환되었다. 1999년까지는 총독이 최고의 통치 관직이었다.
현재의 마카오는 일국양제를 정한 기본법에 의해 2049년까지 현재의 자본주의 사회·경제 체제를 지속하는 것이 보장되고 있다.

## 같이 보기
- 조르즈 알바르스
- 홍콩의 역사